# Fourier (Militär)

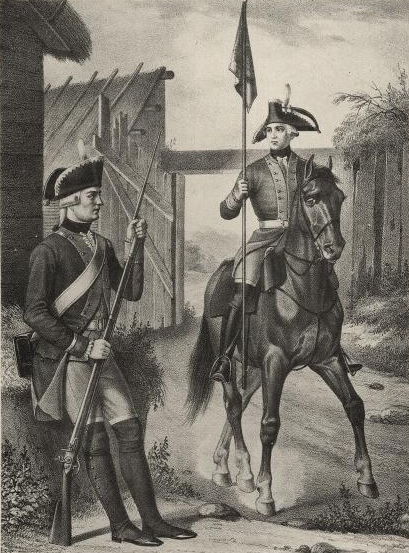
Fourier zu Pferd, Russland 1763–1786

Der Fourier (eingedeutscht: Furier; im 14. Jahrhundert von französisch fourrier entlehnt) ist eine in überwiegend militärischem Umfeld bei der Logistik tätige Person. Ebenso ist auch die eingedeutschte Schreibweise Furier gebräuchlich.

## Kammer-, Hof- und Reisefourier

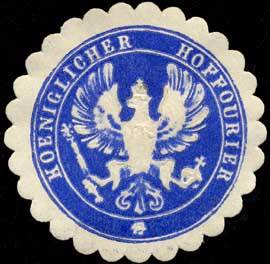
Siegelmarke Königlicher Preußischer Hoffourier

An den deutschen Fürstenhöfen zählten die Fouriere zu den Hofämtern und gehörten entsprechend zum Hofstaat. Der Kammerfourier sorgte für die Quartiere der Herrscherfamilie und der Angehörigen der Finanz-Kammer; entsprechend war er der ranghöchste Fourier. Hinter ihm stand der Hoffourier, der für die Gäste eines Hofes zuständig war, die Befehle des Hofmarschalls ausrichtete und, wo kein Futtermarschall vorhanden, das Futter für den Marstall besorgte. Gelegentlich fiel sein Amt mit jenem des Reisefouriers zusammen. Der Reisefourier war für die Beherbergung und Verpflegung eines Hofes auf Reisen verantwortlich. An manchen Höfen befehligte der Hoffourier zusätzlich den höfischen Sicherheits- und Ordnungsdienst.

## Deutsche Streitkräfte
Der Fourier war, bis gegen Ende des 18. Jahrhunderts, in den meisten deutschen Territorialheeren und den Armeen der skandinavischen Ländern, ein für Quartier (Unterkunft) und Fourrage (Verpflegung) verantwortlicher Unteroffizier. Fallweise unterstand er dem Stabsfourier und/oder einem darüber rangierenden Fourieroffizier. Auf dem Marsch und im Feld assistierten ihm ein oder mehrere Gemeine als Fourierschützen. Aus letzteren (und den sog. Leibschützen als vormaligen Büchsenspannern und Leibwächtern der Offiziere) entwickelten sich, ab dem frühen 19. Jahrhundert, die Offiziersdiener. Im Unterschied zu den Privatdienern der Offiziere, blieben die Fourierschützen (und Leibschützen) aber weiterhin Soldaten.
In Deutschland und Österreich wurde der Begriff Fourier bereits seit Mitte des 19. Jahrhunderts durch den Ausdruck Quartiermeister ersetzt.

### Deutsche Marine
Bei der Deutschen Marine ist ein Fourier ein ziviler Mitarbeiter, der z. B. in militärischen Unterkünften Hausmeisteraufgaben wahrnimmt sowie für die Verwaltung und Reinigung von Wäsche und Bekleidung zuständig zeichnet. Er wird scherzhaft auch „Keller-Kaleu“ genannt. Er ist dem militärischen Führer als ziviler Unterstützer beigestellt, personell jedoch dem jeweils zuständigen Bundeswehr-Dienstleistungszentrum unterstellt.

### Nationale Volksarmee
In der Nationalen Volksarmee der  DDR war der Furier oder Fourier vom Dienst eine Amtsbezeichnung oder Funktionsbezeichnung für zumeist höhere Feldwebeldienstgrade der rückwärtigen Dienste im Bereich der Truppenküche bzw. im Verpflegungsdienst.
Der Furier war unter anderem zuständig für das Steuern und Regeln der Abläufe im Gesamtbereich der Truppenküche sowie die Einhaltung der Verpflegungsnormen und Hygienevorschriften, aber auch die Ausgabe von Kaltverpflegung an die Kasernenwache, die aus dienstlichen Gründen nicht in der Truppenküche verpflegt werden konnte, oder von Lebensmittel-Produkten an Einheiten, die im Rahmen der Ausbildung außerhalb der Kaserne zu verpflegen waren. Mit der Einführung der NVA-Fähnrichlaufbahn wurden diese Zuständigkeit der neuen Laufbahngruppe übertragen.

## Schweizer Armee
In der Schweizer Armee ist der Fourier (kurz: Four) ein höherer Unteroffizier, der als Führungsgehilfe eines Einheitskommandanten (Kompanie) fungiert. Er ist in dieser Funktion verantwortlich für die Verpflegung und Buchhaltung der Kompanie. Der Truppenbuchhalter ist sein direkter Gehilfe.
Dem Fourier untersteht der Kommissariatsdienst, was den Truppenhaushalt (Verpflegung), das Truppenrechnungswesen (Buchhaltung, Sold) und das Unterkunfts-Beschaffungswesen beinhaltet. Er ist fachtechnisch dem Quartiermeister – einem Offizier des Bataillonsstabes – unterstellt, welcher dem Fourier gegenüber ein Kontrollorgan ist und dessen Arbeit revidiert. Der Küchenchef ist dem Fourier unterstellt.
Seit 1. Januar 2004 wurde dem Gradabzeichen des Fouriers ein Querbalken angefügt. Damit wird klargestellt, dass Fourier und der neue Grad Hauptfeldweibel in der Hierarchie weiterhin gleichwertige Grade sind. In Auslandeinsätzen wird er als Quartermaster Sergeant bezeichnet (QMS). Der NATO-Rangcode lautet OR-7.
| Logo der Schweizer Armee | Niedrigerer Grad Feldweibel | Unteroffiziersgrad Fourier Hauptfeldweibel | Höherer Grad Adjutant Unteroffizier |
| Einordnung: Mannschaften – Unteroffiziere – Höhere Unteroffiziere – Subalternoffiziere – Hauptleute – Stabsoffiziere – Höhere Stabsoffiziere – Oberbefehlshaber der Armee Überblick: Grade der Schweizer Armee |                             |                                            |                                     |